# Jitrocel alpínský
Jitrocel alpínský (Plantago alpina) je rostlina z čeledi  jitrocelovité, vyskytující se v horách střední, jižní a západní Evropy.

## Popis
Je to vytrvalá bylina, dorůstající výšky až 30 cm, bez stonků. Výhonky jsou uspořádány v dlouhých bazálních růžicích, zploštělé, někdy úzce zploštělé, ostré, na vrcholu náhle smrštěné, celokrajné, někdy zubaté s až 4 páry drobných zubů, s 1-3 nervy, ploché, bylinné, chlupaté až lysé, s chlupy do 0,7(1) mm, ± patentní. Květenství je válcovitý klásek, někdy vejčitý, kompaktní, s plochými až vejčitě špičatými, ostrými listeny. Plodem je 2,2-3 × 1,5 mm velké pixidium, 2-4 velké, lysé, s několika chlupy na bázi zbytku stopky. 

## Areál rozšíření
Vyskytuje se převážně v neporušených vysokohorských lesích v nadmořské výšce 1350-2800 m v horách střední a jižní Evropy, většinou na vápenatých, mírně výživných a vlhkých půdách. V Česku se vyskytuje pouze sekundárně v Krkonoších, kam byl úmyslně vysazen.